# Gare de Gruyères
La gare de Gruyères est une gare ferroviaire situé sur le territoire de la commune suisse de Gruyères, dans le canton de Fribourg.

## Situation ferroviaire
Établie à 745,70 mètres d'altitude, la gare de Gruyères est située au point kilométrique 24,01 de la ligne Palézieux-Bulle-Montbovon.
Elle est dotée de deux voies et un quai latéral. L'accès aux trains circulant sur la voie déviée s'effectue directement depuis le sol.

## Histoire
La gare de Gruyères a été mise en service  le 23 juillet 1903 en même temps que le tronçon de La Tour-de-Trême à Haut-Intyamon de la ligne Palézieux-Bulle-Montbovon,. La ligne est ensuite ouverte dans sa totalité par les chemins de fer électriques de la Gruyère (CEG) le 14 juillet 1904 avec la mise en service du tronçon Vuadens – Bulle – La Tour-de-Trême.

## Service des voyageurs

### Accueil
La gare de Gruyères est dotée d'un bâtiment voyageurs abritant un distributeur automatique de titres de transport et où se situe également un bureau de la Poste.

### Desserte
La gare de Gruyères est desservie par la ligne S50 reliant Palézieux à Montbovon toutes les heures. Une seconde liaison circulant toutes les heures, baptisée S51, relie du lundi au vendredi Palézieux à Gruyères et permet d'assurer une cadence semi-horaire avec la ligne S50 sur ce même tronçon.
- S50 : Palézieux - Bulle - Gruyères - Villars-sous-Mont - Lessoc - Montbovon
- S51 : Gruyères - Bulle - Palézieux

### Intermodalité
La gare de Bulle est desservie par la ligne 260 des Transports publics fribourgeois qui relie à une cadence horaire, en correspondance avec les trains de la ligne S50 et S51, la gare aux villages de Gruyères, Broc, Jaun, Charmey et de Moléson-sur-Gruyères. Plusieurs fois par jour, la ligne circule également en direction d'Épagny.
Elle est également desservie par la ligne nocturne N22 reliant Bulle à Charmey via la gare de Gruyères.

## Projet
Dans le cadre de la mise en conformité avec la loi LHand sur l'égalité pour les handicapés, la gare de Gruyères va être transformée par les Transports publics fribourgeois d'ici 2021 pour un montant de 18 millions de francs suisses.
Le 24 mai 2023, après 18 mois de travaux, la nouvelle gare est inaugurée officiellement, avec de nouvelles infrastructures d'accueil, ascenseurs, passage souterrain et une nouvelle zone d'attente sur le quai 1, couverte d'un auvent en bois. Durant les travaux de la gare et la fermeture de la ligne, des voies ont été remplacées (450 mètres) et la caténaire renouvelée, le tout pour une somme de 21.6 millions de frs,.